# Auke Stellingwerf
Auke Andriesz Stellingwerf (Harlingen, 1635 – battaglia di Lowestoft, 13 giugno 1665) è stato un ammiraglio olandese, che ebbe una brillante carriera distinguendosi come comandante di nave nella prima guerra anglo-olandese e nella seconda guerra del nord, e poi come tenente-ammiraglio nella seconda guerra anglo-olandese.

## Biografia

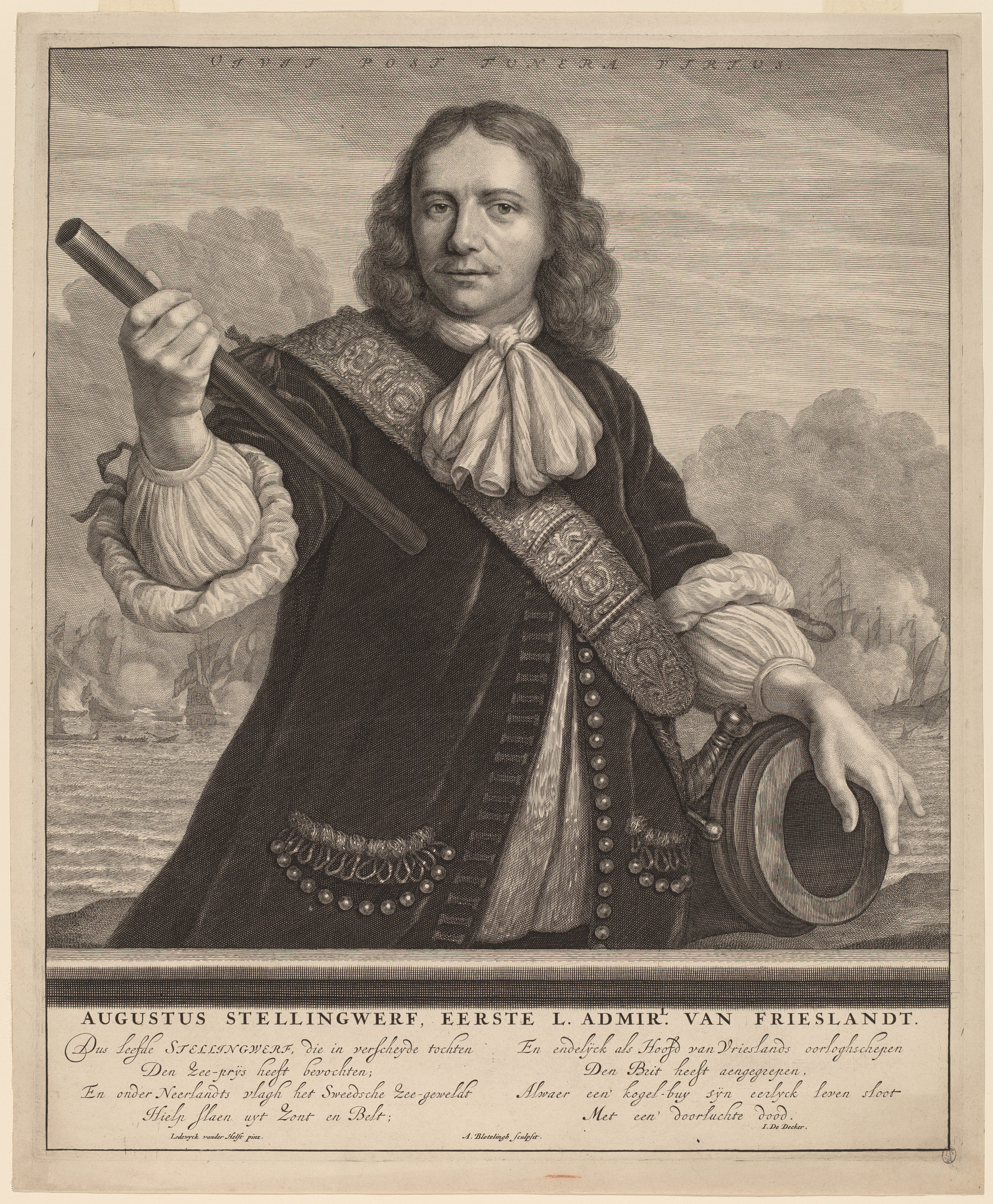
Ritratto del tenente ammiraglio Auke Stellingwerf eseguito da Lodewyk van der Helst.

Nacque ad Harlingen nel 1635, figlio di Andries Pietersz Stellingwerf, di professione equipagemeester.  Quando suo fratello maggiore, il capitano Frederik Stellingwerf, fu catturato durante la prima guerra anglo-olandese nella battaglia di Scheveningen (10 agosto 1653), egli fu nominato suo sostituto nel 1654, imbarcandosi come comandante sulla Breda da 34 cannoni. Nel 1656, promosso capitano della des Prinsen Wapen partecipò alle operazioni di soccorso alla città di Danzica.
Nel 1658 combatté nella battaglia del Sound (29 ottobre 1658) contro gli svedesi come capitano della Prinses Albertina, appartenente alla squadra di centro del tenente-ammiraglio Jacob van Wassenaer Obdam.
Il 31 agosto 1662, divenuto capitano "ordinario" a tempo indeterminato, sposò la signorina Antie Jans Sanstra e la sua carriera in seno all'Ammiragliato di Frisia continuò brillantemente. Nel 1665 ci fu una  selezione tra gli ufficiali di bandiera in servizio nei vari ammiragliati, e d egli venne nominato primo tenente-ammiraglio della Frisia il 17 marzo dello stesso anno. Con lo scoppio della seconda guerra anglo-olandese, a causa della reciproca concorrenza commerciale in mare, la marina della Repubblica delle Sette Province Unite entrò subito in azione.
Il 13 giugno si combatté la battaglia di Lowestoft, a cui egli partecipò come comandante della quarta squadra, alzando la sua insegna sulla Zevenwolden da 58 cannoni. Durante questa battaglia, la Repubblica perse 17 delle 103 navi impegnate e circa 5.500 marinai. Tre dei sette ammiragli olandesi, tra cui lui, morirono in azione. Gli altri erano Jacob van Wassenaer Obdam, il comandante della flotta e della prima squadra, e Egbert Bartolomeusz Kortenaer, comandante della terza squadra. La battaglia di Lowestoft fuì la più pesante sconfitta nella storia navale della Repubblica delle Sette Province Unite. Ad Auke Stellingwerf successe come tenente-ammiraglio di Frisia Tjerk Hiddes de Vries.
Il suo ritratto fu dipinto da Lodewijk van der Helst nel 1670, pochi anni dopo la sua morte, e mostra il proiettile di cannone che lo ha ucciso, il suo bastone di comando, un globo e oggetti di valore appartenenti alla sua posizione di tenente-ammiraglio. Il dipinto può essere ammirato nel museo Hannemahuis di Harlingen.

### Fonti
1. 1 2  Threedecks.
2. 1 2 3  Jongstra 2010, p. 380.
3. 1 2 3 4 5 6 7 8 9  Harlingenwelkomaanzee.
4. ↑  Fox 1996, p. 65.
5. ↑  Winfield 2009, p. 30.
6. ↑  Winfield 2009, p. 31.